# Arts and Humanities Citation Index
Der Arts and Humanities Citation Index (A&HCI) ist eine kommerzielle Zitationsdatenbank, die Fußnoten aus mehr als 1.100 Fachzeitschriften aus den Bereichen Kunst und Geisteswissenschaften erfasst. Das kostenpflichtige Verzeichnis ist für registrierte Nutzer im Web of Science einsehbar und wurde vom Institute for Scientific Information entwickelt, das später von der Thomson Corporation erworben und als Thomson Scientific weitergeführt wurde.